# ファミスタ'89 開幕版!!
『ファミスタ'89 開幕版!!』（ファミスタはちじゅうきゅう かいまくばん、Familsta '89 ）は、1989年7月28日にナムコ(後のバンダイナムコエンターテインメント)から発売された日本のファミリーコンピュータ用ゲームソフト。「ナムコット ファミリーコンピュータゲームシリーズ」第63弾。
本作より、従来は略称であった「ファミスタ」が正式名称となっている。
また本作以降、ナムコットファミコン用ソフトのカートリッジのデザインが、従来の黒で角張ったデザインから紺色で丸みを帯びたデザインにリニューアルされている。

## 概要
この年の前半に任天堂とナムコのライセンス契約更新が難航し最悪、決裂・撤退となる恐れが生じていたため契約期限内に駆け込みで発売された経緯がある。そのため「開幕版」と銘打っているが新人選手や外国人選手のデータには実際の成績から乖離したものも見受けられた。
球場は前作『ファミスタ'88』と同じ4種類で変化は無い。また、前作では廃止されていたパスワードコンティニューが『ファミスタ'87』以来2タイトルぶりに復活した。

### プレイヤーエディット
前作のチームエディットに代わり、野手8名・投手4名を作成して既存の選手と置き換える「プレイヤーエディット」機能が導入されている。なお、前作のチームエディットと異なりパラメータの合計値は存在しないため全ての能力を最大に設定した選手ばかりを作ることも可能である。

## 登場するチーム
「ファミスタ」の正式名称化に伴い、登場する球団が所属するリーグの名称も前作までの「JAPAN LEAGUE」から「ファミスタリーグ」に変更された。プレイヤーが選択可能なチームは前作と同じ14チームであるが、他の13チームに勝ち抜くとPCエンジン版ワースタから逆輸入されたCPU専用の2チームが登場する。

### プレイヤーが使用可能なチーム
日本野球機構（NPB）加盟球団をモデルとする12チームは前作とほぼ同じであるが、B・Hの2チームはモデルとなった球団の運営主体が変わったことに伴いユニフォームデザインが変更されている。
- L：ライオネルズ（西武ライオンズ）
- Bu：バッカルーズ（近鉄バファローズ）
- F：ファイアーズ（日本ハムファイターズ）
- B：ブラボーズ（オリックスブレーブス）
- H：ホーネッツ（福岡ダイエーホークス）
- O：オリエンツ（ロッテオリオンズ）
- D：ドラサンズ（中日ドラゴンズ）
- G：ガイアンツ（読売ジャイアンツ）
- C：カーズ（広島東洋カープ）
- W：ホイールズ（横浜大洋ホエールズ）
- S：スパローズ（ヤクルトスワローズ）
- T：タイタンズ（阪神タイガース）
- M：メジャーリーガーズ - MLBのオールスターチーム。
- N：ナムコスターズ - ナムコキャラクターのオールスターチーム。

### スペシャルチーム
いずれもPCエンジン版ワースタからの逆輸入。プレイヤーが操作することは出来ない。
- P：プロスターズ - PCエンジン版の「オールドスターズ」より改称。日本プロ野球のOB選手（変名）のオールスターチーム。
- A：オールドリームス - 野球漫画に登場する架空の選手とおぼしき名称の選手により構成されるチーム。先発のほしは消える魔球を投げる。